# Atopsyche explanata
Atopsyche explanata là một loài Trichoptera trong họ Hydrobiosidae. Chúng phân bố ở vùng Tân nhiệt đới.